# Cynthia Carr
Cynthia Carr es una escritora y crítico de cultura estadounidense que trabaja en Nueva York. 
A menudo publica bajo la abreviación de C. Carr. En los años 1980 y 1990 tuvo varios trabajos, incluyendo redactora de The Village Voice. También escribió sobre performance y cultura para las revistas ArtForum, LA Weekly, Interview y Mirabella. Su biografía sobre el artista y activista contra el SIDA David Wojnarowicz, titulada Fire in the Belly, fue publicada por la editorial Bloomsbury el 17 de julio de 2012 y fue nombrada por Dwight Garner, miembro del New York Times, como uno de sus diez libros favoritos del año.

## Libros
- Our Town: A Heartland Lynching, a Haunted Town, and the Hidden History of White America[2][3]
- On Edge: Performance at the End of the Twentieth Century
- Fire in the Belly: The Life and Times of David Wojnarowicz (2012)